# Prostitution et Société
Prostitution et Société est une revue trimestrielle d'information et d'analyse sur la prostitution qui milite pour l'abolitionnisme féministe ; elle est publiée par le Mouvement du Nid.
La revue a été fondée par le Père André-Marie Talvas en 1951 sous le nom Moissons nouvelles ; elle devient Femmes et mondes en 1968 et enfin Prostitution et Société en 1989. 